# Діденко Анатолій Олександрович
Анато́лій Олекса́ндрович Діде́нко (нар. 9 червня 1982, Миколаїв, Українська РСР, СРСР) — український футболіст, нападник футбольного клубу «Чорноморець» (Одеса). Золотий призер першості футбольної національної ліги Росії, півфіналіст та фіналіст кубку України, бронзовий призер чемпіонату України, а також найкращий бомбардир «Чорноморця» сезону 2010–2011 років.

## Життєпис

### Клубна кар'єра

#### Перші роки та «Амкар»
Анатолій Олександрович Діденко народився 9 червня 1982 року в українському місті Миколаїв. Він вихованець дитячо-юнацької спортивної школи муніципального футбольного клубу «Миколаїв». Перший тренером юнака став А. В. Сум. Професійну кар'єру Анатолій почав у тому ж рідному футбольному клубі «Миколаїв». Там він провів три сезони, зігравши 35 матчів у чемпіонаті, 2 матчі у кубку та забивши тільки один м'яч. За час перебування у миколаївському клубі Діденко неодноразово виступав за друголіговий клуб «Олімпія ФК АЕС» з Южноукраїнська Миколаївської області.
2004 року молодий український футболіст підписав контракт з російським «Амкаром», що на той час виступав у першому дивізіоні. Першого ж сезону 2003 року Анатолій разом із командою здобуває перше місце у дивізіоні, перейшовши таким чином у наступному сезоні до прем'єр ліги. Всього за час перебування у томському клубі Діденко зіграв 51 матч та забив 1 м'яч.

#### «Металіст» та «Чорноморець»
2006 року підписує контракт з харківським «Металістом». Першого сезону, 2005–2006 років Анатолій зіграв всього 7 матчів у національному чемпіонаті, а «Металіст» зайняв 5-ту сходинку у турнірній таблиці вищої ліги. Але наступного сезону миколаївець вже грав більше в основному складі і забив чотири голи за сезон. До того ж команда здобула третє місце у чемпіонаті. За час перебування серед харків'ян миколаївський форвард забив всього п'ять м'ячів з 43 ігор, але встиг побувати в оренді у таких клубах, як ужгородська «Говерла» та луганська «Зоря», де зіграв по декілька ігор.
У середині сезону 2008–2009 років, у січні 2009 року, Анатолій підписав контракт з одеським «Чорноморцем». Перші півтора сезони Анатолій грав за основний склад у прем'єр лізі, але після сезону 2009–2010 клуб вилитів до першої ліги. Наступного року тренером команди став Роман Григорчук, у результаті чого клуб поновився у лізі, а Діденко став найкращим бомбардиром сезону, забивши 10 з 55 м'ячів забитих командою за сезон. У наступних сезонах 2011–2012 та 2012–2013 «моряки» піднялися до шостого місця у турнірній таблиці ліги, а останнього сезону дійшли до фіналу кубку України, де програли донецькому «Шахтарю», але це дало змогу зіграти у Суперкубку країни та наступного сезону виступити у Лізі Європи. 5 липня 2018 року ЗМІ повідомили що Анатолій Діденко знову підписав контракт з одеським «Чорноморцем». 15 грудня 2018 року стало відомо, що Анатолій, який розпочав сезон 2018/19 як основний капітан одеської команди, покинув «Чорноморець».

#### «Волинь»
Влітку 2015 року разом з низкою інших гравців покинув «Чорноморець» і незабаром на правах вільного агента став гравцем луцької «Волині».

#### Статистика виступів
| Клуб | Ліга              | Сезон             | Чемпіонат | Чемпіонат | Кубок | Кубок | Єврокубки | Єврокубки | Інші змагання | Інші змагання | Інші змагання | Всього | Всього |
| Клуб | Ліга              | Сезон             | Ігор      | Голів     | Ігор  | Голів | Ігор      | Голів     | Назва         | Ігор          | Голів         | Ігор   | Голів  |
| --- | ----------------- | ----------------- | --------- | --------- | ----- | ----- | --------- | --------- | ------------- | ------------- | ------------- | ------ | ------ |
| «Чорноморець» О | ПЛ                | 13-14             | 19        | 1         | 3     | 2     | 10        | 2         | ПД            | 1             | 0             | 33     | 4      |
| «Чорноморець» О | ПЛ                | 12-13             | 28        | 4         | 5     | 0     | -         | -         | -             | -             | -             | 33     | 4      |
| «Чорноморець» О | ПЛ                | 11-12             | 19        | 2         | 1     | 0     | -         | -         | -             | -             | -             | 20     | 2      |
| «Чорноморець» О | 1Л                | 10-11             | 28        | 9         | 1     | 1     | -         | -         | -             | -             | -             | 29     | 10     |
| «Чорноморець» О | ПЛ                | 09-10             | 24        | 2         | 1     | 0     | -         | -         | -             | -             | -             | 25     | 2      |
| «Чорноморець» О | ПЛ                | 08-09             | 12        | 5         | 0     | 0     | -         | -         | -             | -             | -             | 12     | 5      |
| «Чорноморець» О | Всього            | Всього            | 130       | 23        | 11    | 3     | 10        | 2         |               | 1             | 0             | 152    | 28     |
| «Зоря» Л | ПЛ                | 08-09             | 11        | 2         | 2     | 0     | -         | -         | ПД            | 2             | 0             | 15     | 2      |
| «Зоря» Л | Всього            | Всього            | 11        | 2         | 2     | 0     | -         | -         |               | 2             | 0             | 15     | 2      |
| «Говерла» | ВЛ                | 07-08             | 9         | 1         | 1     | 0     | -         | -         | -             | -             | -             | 10     | 1      |
| «Говерла» | Всього            | Всього            | 9         | 1         | 1     | 0     | -         | -         |               | 0             | 0             | 10     | 1      |
| «Металіст» Х | ВЛ                | 07-08             | 9         | 1         | 0     | 0     | 0         | 0         | ПД            | 5             | 4             | 14     | 5      |
| «Металіст» Х | ВЛ                | 06-07             | 21        | 3         | 6     | 1     | 0         | 0         | ПД            | 3             | 1             | 30     | 5      |
| «Металіст» Х | ВЛ                | 05-06             | 7         | 0         | 0     | 0     | 0         | 0         | ПД            | 7             | 4             | 14     | 4      |
| «Металіст» Х | Всього            | Всього            | 37        | 4         | 6     | 1     | 0         | 0         |               | 15            | 9             | 58     | 14     |
| «Амкар» | ПЛ                | 2005              | 13        | 1         | 0     | 0     | -         | -         | -             | -             | -             | 13     | 1      |
| «Амкар» | ПЛ                | 2004              | 4         | 0         | 0     | 0     | -         | -         | -             | -             | -             | 4      | 0      |
| «Амкар» | ПФНЛ              | 2003              | 34        | 0         | 0     | 0     | -         | -         | -             | -             | -             | 34     | 0      |
| «Амкар» | Всього            | Всього            | 51        | 1         | 0     | 0     | -         | -         |               | 0             | 0             | 51     | 1      |
| МФК «Миколаїв» | 1Л                | 02-03             | 11        | 1         | 0     | 0     | -         | -         | -             | -             | -             | 11     | 1      |
| МФК «Миколаїв» | 1Л                | 01-02             | 16        | 0         | 2     | 0     | -         | -         | -             | -             | -             | 18     | 0      |
| МФК «Миколаїв» | 1Л                | 00-01             | 8         | 0         | 0     | 0     | -         | -         | -             | -             | -             | 8      | 0      |
| МФК «Миколаїв» | Всього            | Всього            | 35        | 1         | 2     | 0     | -         | -         |               | 0             | 0             | 37     | 1      |
| Всього за кар'єру | Всього за кар'єру | Всього за кар'єру | 273       | 32        | 22    | 4     | 10        | 2         |               | 18            | 9             | 323    | 47     |
| 1Л — перша ліга; ПФНЛ — Першість Футбольної Національної Ліги; ПЛ — Прем'єр-ліга; ВЛ — вища ліга; ПД — першість дублерів. |                   |                   |           |           |       |       |           |           |               |               |               |        |        |
| Останнє оновлення 20 травня 2014.                                                                                         |                   |                   |           |           |       |       |           |           |               |               |               |        |        |

## Титули, рекорди та досягнення

### Командні

#### Україна
«Металіст» Харків:
- Бронзовий призер вищої ліги чемпіонату України (1): 2006–2007, 2007—2008[5][6].
- Півфіналіст Кубка України (1): 2006–2007.

«Чорноморець» Одеса:
- Фіналіст Кубка України (1): 2012—2013.
- Півфіналіст Кубка України (1): 2013–2014.
- Срібний призер першої ліги чемпіонату України (1): 2010—2011.

#### Росія
«Амкар»:
- Золотий призер першого дивізіону Росії (1): 2003.

### Індивідуальні
- Найкращий бомбардир «Чорноморця» сезону 2010–2011 років. (10 голів)

### Рекорди
«Чорноморець» Одеса:
- Найбільша кількість голів у всіх змаганнях серед півзахисників в український період історії клубу. (28 голів)
- Найбільша кількість голів у чемпіонаті України серед півзахисників. (23 голів)